# 李鐘春
李 鐘春（イ・ジョンチュン、朝鮮語: 이종춘、生没年不詳）は、大韓帝国の官僚。国民同志賛成会の幹事を務めた。
本貫は徳水李氏。

## 生涯
生年はわかっていない。正6品の官僚であった。1897年、江原道観察府の主査を務め、1902年、黄海道観察府の主査を務めた。
1910年、韓国併合ニ関スル条約の締結のために金思鼎らと連盟し、当時内閣総理大臣を務めていた李完用に日韓併合を進める内容の入った蔵書を送った。
その後国民同志賛成会に参加し、金思鼎、趙悳夏とともに幹事を務めた。
下級官吏であったために日韓併合後もその恩恵を受けることができなかったとされる。
2006年親日反民族行為真相糾明委員会が調査発表した親日反民族行為106人名簿に含まれた。2008年に発表された民族問題研究所の親日人名辞典収録予定者リストにも含まれている。